# Faverolles-sur-Cher
Faverolles-sur-Cher ist eine französische Gemeinde mit 1.426 Einwohnern (Stand: 1. Januar 2022) im Département Loir-et-Cher in der Region Centre-Val de Loire; sie gehört zum Arrondissement Romorantin-Lanthenay und zum Kanton Montrichard Val de Cher.

## Geographie
Faverolles-sur-Cher liegt etwa 31 Kilometer südsüdwestlich von Blois und etwa 38 Kilometer ostsüdöstlich von Tours am Cher, der die Gemeinde im Norden begrenzt. Umgeben wird Faverolles-sur-Cher von den Nachbargemeinden Montrichard Val de Cher im Norden, Saint-Julien-de-Chédon im Osten, Céré-la-Ronde im Süden, Saint-Georges-sur-Cher im Westen sowie Chissay-en-Touraine im Nordwesten.
Durch die Gemeinde führt die Autoroute A85. 

## Demografische Entwicklung
| 1962                       | 1968 | 1975 | 1982 | 1990 | 1999 | 2006 | 2018 |
| 790                        | 762  | 807  | 1008 | 1056 | 1120 | 1237 | 1387 |
| Quellen: Cassini und INSEE |      |      |      |      |      |      |      |

## Sehenswürdigkeiten
- Kloster Notre-Dame-d'Aiguevive
- Kirche Saint-Aubin
- Kapelle der Priorei Belvau

## Persönlichkeiten
- Gérard Thiélin (1935–2007), Radrennfahrer